# Gunung Alem
Gunung Alem är en kulle i Indonesien.   Den ligger i provinsen Aceh, i den västra delen av landet, 1 600 km nordväst om huvudstaden Jakarta. Toppen på Gunung Alem är 303 meter över havet.
Terrängen runt Gunung Alem är kuperad åt nordost, men åt sydväst är den platt.Runt Gunung Alem är det ganska tätbefolkat, med 80 invånare per kvadratkilometer. I omgivningarna runt Gunung Alem växer i huvudsak städsegrön lövskog.